# Zubornyák Zoltán
Zubornyák Zoltán (Budapest, 1961. szeptember 9. –) színész, rendező, producer, kulturális menedzser, színház- és moziigazgató, tanár, művészeti vezető.

## Életútja

### Fiatalkora, tanulmányai
1976-78 között a II. Rákóczi Ferenc, majd 1978-80 között a Dózsa György Gimnáziumban tanult. 1981-ben a Színművészeti Főiskola színész főtanszakén lett hallgató Major Tamás osztályában (további oktatói Zsámbéki Gábor, Szabó István, Székely Gábor volt). 1997-99 között ELTE BTK, kulturális menedzser szakára járt. 2003-2004-ben a Gazdasági Főiskolán posztgraduális képzésen EU szakdiplomáciai szakon kulturális szakdiplomáciai szakértői végzettséget szerzett.

### Pályafutása

#### Rendezőként
1996 és 2000 között igazgatója – művészeti vezetője -, valamint rendezője is volt a tatabányai Jászai Mari Színháznak. 2001-ben művészeti igazgatója volt az Esztergomi Nyári Játékoknak, ugyanabban az évben művészeti vezető lett az Aranytíz Ifjúsági Centrumban. 2004-2011 között igazgatta a Ferencvárosi Művelődési Központot és Intézményeit. Az Apor Vilmos Katolikus Főiskolán és a Komlósi Oktatási Stúdióban mint beszédtechnika és kommunikáció-elmélet oktató működött. A Seven Arts – az első magyarországi színészügynökség – alapító tagja valamint tulajdonosa volt.

##### Rendezései
Jászai Mari Színház (Tatabánya)
- 1996. november 22. – Goldoni: Mirandolina[11]
- 1996. december 5. – Exupéry: A kis herceg[12]
- 1997. január 27. – Boldizsár Péter: Aprószentek[13]
- 1997. augusztus 8. – Brandon Thomas–Aldobolyi: Charley nénje[14]
- 1997. október 10. – Friedrich Schiller: Ármány és szerelem[15]
- 1997. október 31. – Molnár Ferenc: A Pál utcai fiúk[16]
- 1998. augusztus 14. – Duval–Nádas–Szenes: Potyautas[17]
- 1998. október 20. – Lars Norén: Az éjszaka a nappal anyja[18]
- 1999. február 20. – Beaumarchais: Figaro házassága, vagy: egy napi bolondság[19]
- 1999. április 23. – Fejes Endre–Presser Gábor: Jó estét nyár, jó estét szerelem[20]
- 1999. december 4. – Erich Kästner: Emil és a detektívek[Mj. 1][22]
- 2000. június 14. – Ayckburn: Hálószoba-komédia[23]
- 2000. november 10. – Andrew Lloyd Webber: József és a színes szélesvásznú álomkabát[24]

Akropolisz Szabadtéri Színpad
- 1998. július 28. – Vaszary: Bubus[25]

Aranytíz Ifjúsági Centrum
- Szép Ernő: Krémes[26]

Szegedi Pinceszínház
- 2002. – Katajev: A kör négyszögesítése[27][28]
- 2002. –Cy Coleman - Michael Stuart: Szeretem a feleségem[28]

Merz Ház
- 2004. – Christopher Hampton: Illuminációk[29]

#### Színészként
Hallgatóként szerepelt többek között William Shakespeare Coriolanus című tragédiájában, melyet a Katona József Színház mutatott be 1985. október 1. és 1988. december 3. között. Az előadások rendezője Székely Gábor volt.
1986-ban került a Miskolci Nemzeti Színházhoz, majd 1990-től a Nemzeti Színház, 1990-ben a Játékszín, 1991-től a Békés Megyei Jókai Színház, 1992-ben a Vidám Színpad 1992-től a kecskeméti Katona József Színház 1995-től az egri Gárdonyi Géza Színház, 1996-tól a tatabányai Jászai Mari Színház művésze volt.

##### Színházi szerepei
Nemzeti Színház
- Remenyik – Ivánka: Kard és kocka/ Kristóf Balázs, kuruc harcos[31]

Ódry Színpad
- Gray – Zsámbéki: A dolgok menete/ Peter

Miskolci Nemzeti Színház
- De Filippo – Szűcs: Milliomos Nápoly/ Amadeo (Gennaro Jevino fia)[32]
- Görgey Gábor – Illés Lajos: Csongor és a Tündér[33]
- Szomory – Dezsényi: II. Lajos király/ Szapolyai György[34]
- Büchner – Szőke: Danton halála/ Hérault-Séchelles[35]
- Sartre – Szűcs: Piszkos kezek/ Hugo[36][37]

Gárdonyi Géza Színház
- Szigligeti – Gali: Liliomfi[37]/ Szellemfi, vándorszínész[38]

Békéscsabai Jókai Színház
- Thomas – Gergely: Charley nénje/ Lord Frank Babberle[37][39]
- Kander – Ebb – Tasnádi: Kabaré/ Konferanszié[37][40]

Jászai Mari Színház (Tatabánya)
- Schiller – Csiszár: Haramiák/ Károly[41][42]

Benkő Gyula Színház
- „Hol vagytok, ti régi játszótársak...'”' – jótékonysági gálaest Gobbi Hilda születésnapján/ ? (2006)[43]

Kecskeméti Katona József Színház
- Ödön von Horváth – Illés: Mesél a bécsi erdő/ Alfréd[44]
- Csehov–Illés: Cseresznyéskert /Pjotr Szergejevics Trofimov[45]
- Maugham: Imádok férjhez menni/ William Cardew[46]
- Hunyady – Illés: Feketeszárú cseresznye/ Főbíró[47]
- Csiky – Galgóczy: A nagymama/ Kálmán, Örkényi Vilmos rokona[48]

##### Filmszerepei
| Bemutató | Cím                         | Szerep               | Rendező         |
| 1980     | Ballagás                    | Kornay Béla „Kábéla” | Almási Tamás    |
| 1985     | Eszterlánc                  | ?                    | Péterffy András |
| 1987     | Malom a pokolban            | ?                    | Maár Gyula      |
| 1991     | Sztálin menyasszonya        | ?                    | Bacsó Péter     |
| 1991     | Találkozás Vénusszal        | ?                    | Szabó István    |
| 1991     | Isten hátrafelé megy        | ?                    | Jancsó Miklós   |
| 1994     | A Brooklyni testvér         | ?                    | Gárdos Péter    |
| 1996     | Levelek Perzsiából          | Tamás                | Rambod Lotfi    |
| 2002     | Kelj fel, komám, ne aludjál | ?                    | Jancsó Miklós   |
| 2019     | Láz / Semmelweis halála     | ?                    | ?               |

- A Szomszédok című magyar televíziós filmsorozatban Julcsi kollégáját, Lacit alakította (1991–1999).
- A Szeress most! szappanopera-vígjátékban 3 epizódban egy jogász szerepében tűnt fel (2005).
- 2015. október 9-től[57] volt szereplője a Barátok közt szappanoperának, amiben Schneider Ludwigot alakította.[58] Az általa játszott szereplőt 2017-ben kiírták a sorozatból.[59]

#### Angliában
2011-ben Londonba költözött,  ahol egy ottani mozit vezet. 2018-ban a brit állampolgárság megszerzésén dolgozott, melyet később meg is kapott. 2021-től Nottinghamban moziigazgató.

## Könyvei
- Zubornyák Zoltán. El nem mesélt történetek. Budapest: Kossuth Kiadó. ISBN 9789635444526 (2021)[62]
- Zubornyák Zoltán. Édesapám majdnem beszart. Budapest: K.A.S Kiadó. ISBN 9786156915030 (2025)[63]

## Családja
Szülei Zubornyák Mihály és Bencze Margit. Feleségével, Verrasztó Gabriella úszónővel (Verrasztó Zoltán húgával) 1972-ben ismerkedett meg. Az ötödik évfolyamtól ugyanabba az osztályba jártak. 1984-ben házasodtak össze. Leányuk, Barbara Gabriella 1987-ben született.